# Parque nacional Bahía Crowdy
Bahía Crowdy es un parque nacional en Nueva Gales del Sur (Australia), ubicado a 271 km al noreste de Sídney y 45 km al noreste de Taree.

## Datos
- Área: 102 km²
- Coordenadas: 31°48′59″S 152°43′17″E / -31.81639, 152.72139
- Fecha de Creación: 15 de diciembre de 1972
- Administración: Servicio Para la Vida Salvaje y los Parques Nacionales de Nueva Gales del Sur
- Categoría IUCN: II

Véase también: Zonas protegidas de Nueva Gales del Sur